# 1219
1219 (MCCXIX) fue un año común comenzado en martes del calendario juliano.

## Acontecimientos
- 14 de enero En Navarra, el rey Sancho VII el Fuerte refunda Viana convirtiéndola en villa, otorgándole el Fuero del Águila.
- 16 de enero (miércoles): en el oeste de Frisia y Groningen (actuales provincias en el norte de los Países Bajos) sucede la «primera inundación de san Marcelo», que ahoga a unas 36 000 personas.
- En Navarra, el rey Sancho VII el Fuerte funda la aldea de Aguilar de Codés.
- En la actual Uzbekistán, desde el año pasado las hordas de Gengis Kan invaden el Imperio corasmio.

## Nacimientos
- Abu al-Abbás al-Mursi
- Cristóbal I de Dinamarca

## Fallecimientos
- 13 de febrero: Minamoto no Sanetomo, militar y shōgun japonés (n. 1192).
- 5 de mayo: León I de Armenia, rey de Armenia (n. 1150).